# Atak na hotel Radisson Blu w Bamako
Atak na hotel Radisson Blu w Bamako – zamach terrorystyczny do którego doszło 20 listopada 2015 roku w Bamako, w Mali. W wyniku ataku zginęły 22 osoby.

## Przebieg ataku
20 listopada 2015 roku około godziny 7:00 lokalnego czasu kilku terrorystów wdarło się do hotelu Radisson Blu w Bamako a następnie zabarykadowało się z zakładnikami. Napastnicy przyjechali do hotelu samochodem z dyplomatycznymi tablicami rejestracyjnymi. Według informacji zarządu hotelu w momencie ataku przebywało w nim około 170 osób, w tym 140 gości. Część przetrzymywanych zostało uwolnionych. Około południa rozpoczęto akcję odbijania zakładników, w której udział brały malijskie siły bezpieczeństwa przy wsparciu jednostek amerykańskich oraz francuskich. Podczas szturmu zabito dwóch terrorystów.
W ataku zginęło co najmniej 19 osób. Odpowiedzialność za zamach wzięła na siebie organizacja Al-Murabitun powiązana z Al-Ka’idą. Po tym zdarzeniu została ogłoszona przez prezydenta Ibrahima Boubacara Keïtę trzydniowa żałoba narodowa i 10-dniowy stan wyjątkowy.

## Ofiary
Wśród ofiar są obywatele Belgii, Chin, Izraela, Mali, Rosji oraz Stanów Zjednoczonych. Szczegółowa liczba ofiar:
| Kraj              | Liczba zabitych |
| ----------------- | --------------- |
| Mali              | 6               |
| Rosja             | 6               |
| Chiny             | 3               |
| Belgia            | 2               |
| Izrael            | 1               |
| Senegal           | 1               |
| Stany Zjednoczone | 1               |
| Brak danych       | 2               |
| Razem             | 22              |